# Coca de llardons
La coca de llardons és una coca dolça típica de gran part del Pirineu català. Es fa a base d'ous, sucre, farina, llardons i pinyons, que tradicionalment es menja a l'època de carnestoltes –a partir del Dijous Gras o Dijous Llarder– i que ajuda a encarar el període de dejuni de la quaresma.
Abans, de coques de llardons només se'n trobaven els dies previs a la Quaresma, sobretot a partir del Dijous Gras, dies de plats greixosos i d'excessos gastronòmics. Però avui se’n troben tot l'any i formen part de la gran varietat de dolços de les festivitats populars més viscudes, com ara Sant Joan o Sant Pere. Les coques de llardons solen anar acompanyades de vi dolç, moscatell, malvasia o cava.
Comparteix amb la coca de xulla l'ús de cansalada, però en aquest cas, la coca és petita, plana i tapada, i la cansalada va dins. És gairebé una empanada, però més plana i té una altra massa. Té una textura més aviat seca gràcies a la massa de pasta de full, i és molt calorífica, la qual cosa explica el seu origen pirinenc.

## Imatges

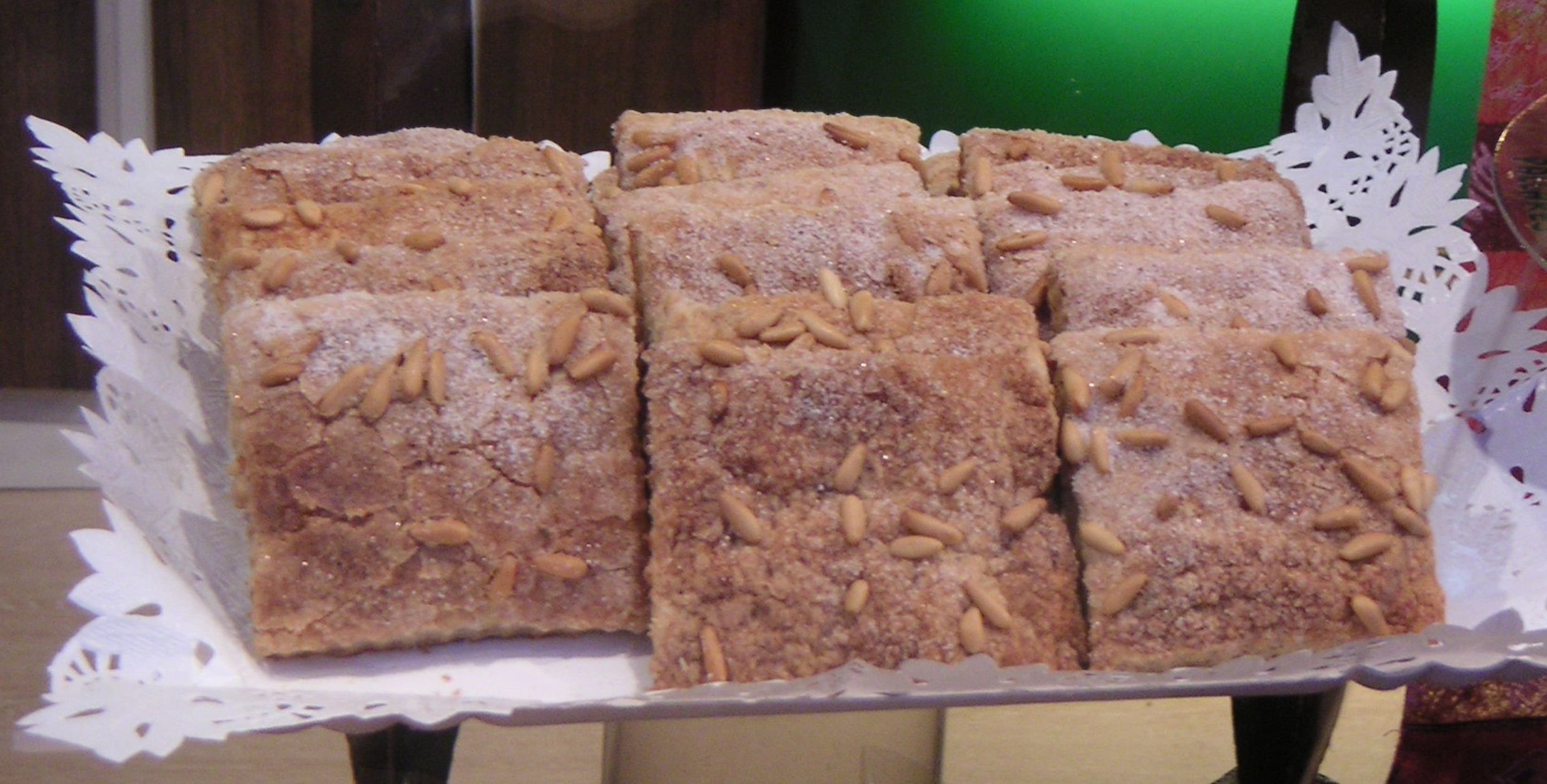
Coques de llardons individuals
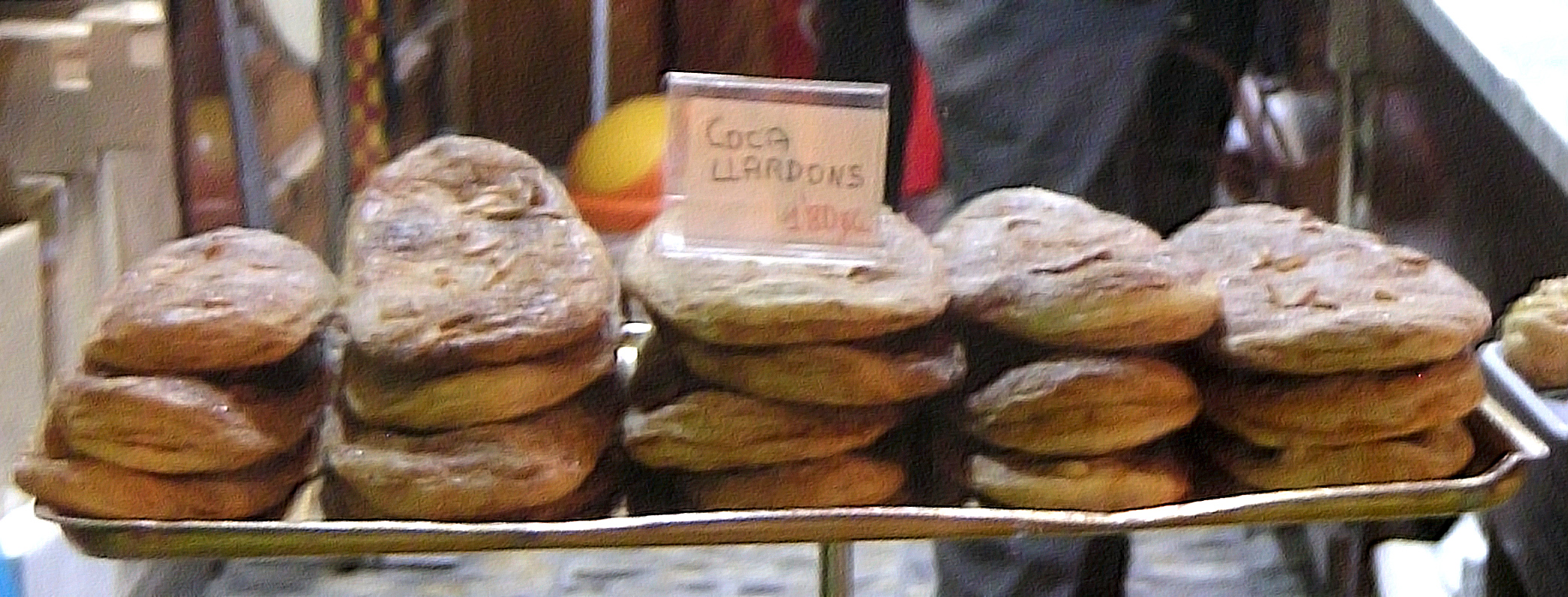
Coques de llardons ovalades
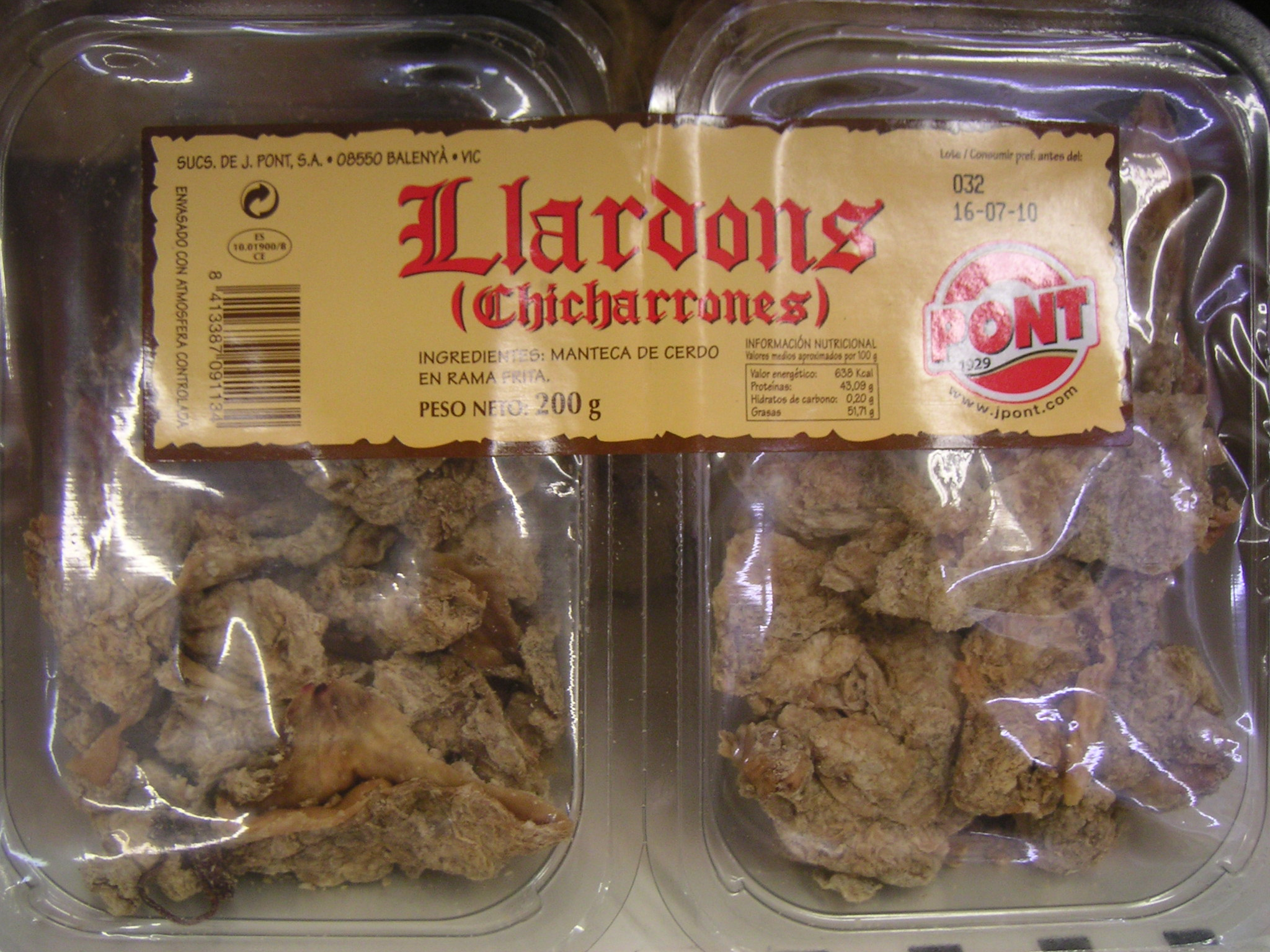
Llardons
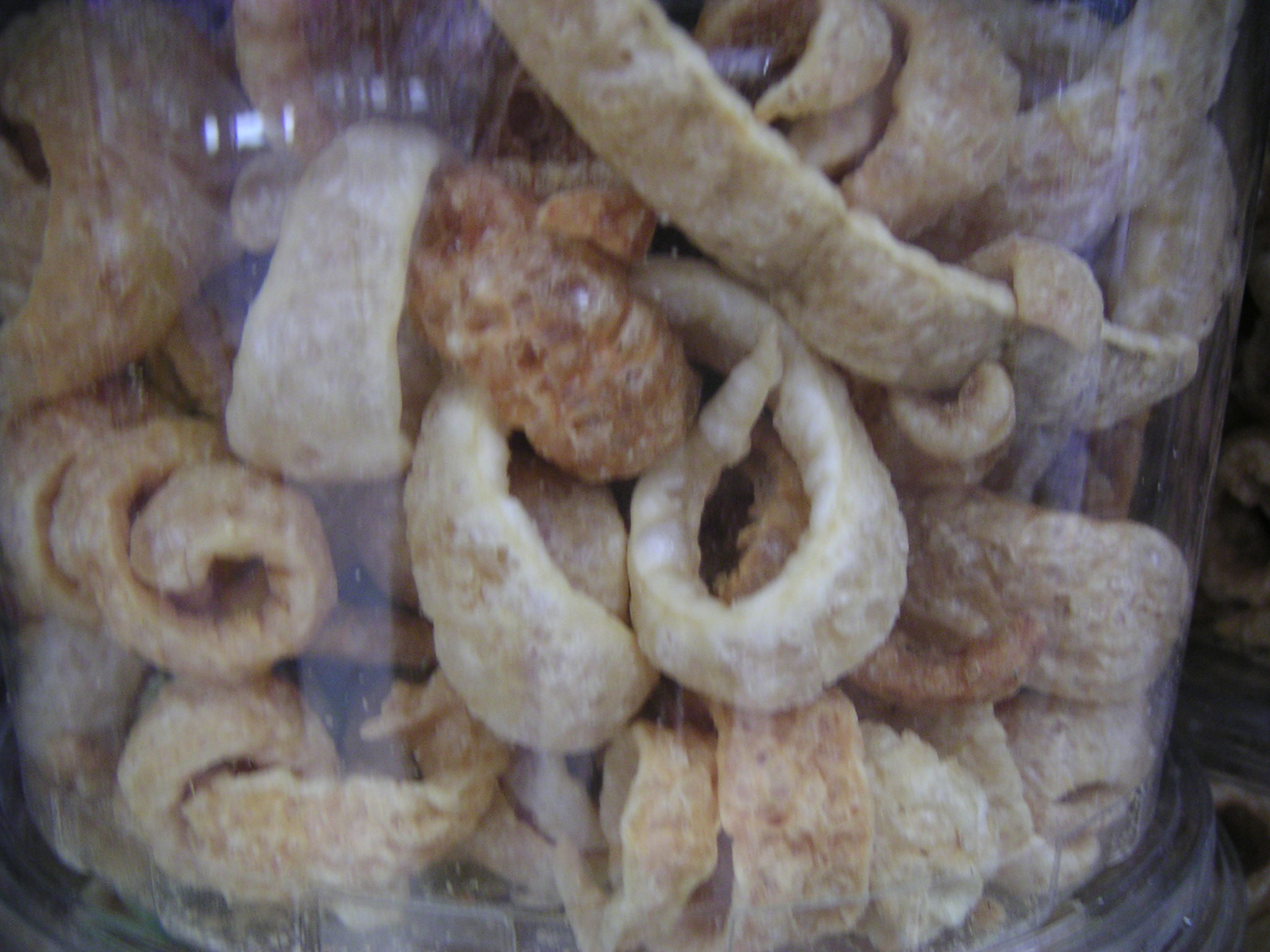
Cotnes d'aperitiu, cal no confondre-les amb els llardons